# Ibrahim Babatunde
Olalekan Ibrahim Babatunde (Lagos, 29 dicembre 1984) è un ex calciatore nigeriano, di ruolo attaccante.

## Carriera
Cresciuto nelle giovanili del Parma, dopo una breve esperienza ad Arezzo fa il suo esordio in Serie A nella seconda parte della stagione 2002-2003, con la maglia del Piacenza.
Dopo due sole presenze in Serie A, e tre nel successivo campionato di Serie B, si trasferisce prima in Belgio, al Mons, poi a Malta nel Msida Saint-Joseph (dove nel 2006 si è aggiudicato il premio Miglior giocatore straniero del calcio maltese 2006) ed infine in Danimarca nell'Horsens.
Nel 2008 torna a giocare in Italia con la Nocerina. Con la formazione campana vince il campionato di Serie D 2008-2009 e conquista una promozione in Prima Divisione. In seguito ad un infortunio non viene riconfermato e nel 2010 lascia i rossoneri.
Nel febbraio del 2011 torna a Malta, raggiungendo l'accordo con il Birkirkara. A fine stagione lascia la squadra, in scadenza di contratto, e nel marzo 2013 si trasferisce in Lettonia, al Daugava.
Milita in seguito nel campionato libanese di calcio con il Racing Beirut, prima di tornare in Italia nel 2015 con le maglie di Saronno (Eccellenza) e Garda (Promozione). Il prosieguo della carriera si snoda nelle serie minori tra Lombardia e Svizzera.

## Palmarès

### Club

#### Competizioni nazionali
- Coppa di Lega lettone: 1

Daugava: 2013